# П'єр-Жорж Арлабос
П'єр-Жорж Арлабос (фр. Pierre-Georges Arlabosse; 8 липня 1891 — 8 лютого 1950) — ліванський політик, тимчасово виконував обов'язки президента Лівану за часів французького мандату впродовж 5 днів у квітні 1941 року.

## Біографія
Народився в аверонській сім'ї. Його дід і батько були військовими офіцерами, через що П'єр-Жорж рано поїхав з дому. У 1911—1913 роках навчався в Особливій військовій школі Сен-Сір, після закінчення якої пішов служити до кінноти. У червні 1937 року отримав звання підполковника, у вересні 1939 року був призначений на посаду начальника штабу кавалерії. У травні 1940 року його відрядили до Лівану, а вже у квітні наступного року верховний комісар доручив Арлабосу тимчасове виконання обов'язків президента країни на період передачі повноважень між Емілем Едде й Альфредом Наккашем.
Після того продовжив військову кар'єру: 1942 року отримав звання бригадного генерала, 1946 — генерал-майора й 1949 — генерал-лейтенанта.